# الکسی دیاچنکو
الکسی دیاچنکو (روسی: Алексе́й Влади́мирович Дьяче́нко؛ زادهٔ ۱۱ نوامبر ۱۹۷۸) شمشیرباز اهل روسیه است.